# Брачани
Брачани, Прачени (на албански: Braçanji) е село в Албания, част от община Девол, област Корча.

## География
Селото е разположено на 15 километра източно от град Корча, по горното течение на река Девол в котловина между Грамос и Морава.

## История
Селото се споменава в османски дефтер от 1530 година под името Брачани, спахийски зиамет и тимар, с 40 ханета гяури, 33 ергени гяури и 5 вдовици гяурки.
На етническата карта на Костурското братство в София от 1940 година, към 1912 година Брачани е обозначено като албанско селище.
Селото праща башибозук, който опожарява и разграбва съседните български села по времето на Илинденското въстание.
Според Георги Константинов Бистрицки Брачени преди Балканската война има 100 албаномохамедански къщи.
Георги Христов обозначава на картата си селото като Брачани.
До 2015 година селото е част от община Божи град (Мирас).